# Drachselsried
Drachselsried – miejscowość i gmina w Niemczech, w kraju związkowym Bawaria, w rejencji Dolna Bawaria, w regionie Donau-Wald, w powiecie Regen. Leży w Lesie Bawarskim, około 18 km na północny zachód od miasta Regen.

## Demografia
| Rok  | Liczba mieszk. |
| ---- | -------------- |
| 1970 | 1 973          |
| 1987 | 2 270          |
| 2000 | 2 376          |

## Atrakcje
- kościół pw. św. Idziego (St. Aegidius)
- kościół pw. Marii (Mariä)
- kościół pw. św. Michała (St. Michael)
- galerie szkła

## Oświata
(na 1999)

W gminie znajduje się 50 miejsc przedszkolnych (63 dzieci) oraz szkoła podstawowa (9 nauczycieli, 177 uczniów).